# M15級モニター
M15級は、全14隻で構成されたイギリス海軍のモニター艦の艦級である。全てが1915年に起工され進水した。

## 設計
このクラスは1915年3月に「戦時緊急造船計画」の一部として発注された。エドガー級防護巡洋艦から取り外された9.2 inch Mk VI gun砲塔と、ドレイク級装甲巡洋艦およびクレッシー級装甲巡洋艦の為にストックされていたBL 9.2 inch gun Mk X砲塔の利用を想定して設計された。このクラスのうち最初の4隻はハートルプールのウィリアム・グレイ・カンパニーでMk X砲塔を装備して建造され、残りの10隻はミドルズブラにあるサー・レイルトン・ディクソン・カンパニーでMk VI砲塔を装備して建造された。
1915年9月中に、M24、M25、M26およびM27は9.2インチ砲を撤去し、7.5インチ砲に更新した。M24およびM25は戦没した前弩級戦艦のトライアンフの予備を受領し、M26はスウィフトシュアの予備を、M27はredoubtableの6インチ砲を受領した。
M21およびM23の9.2インチ砲は1917年に撤去され、代わりに退役したスウィフトシュアの7.5インチ砲を装備した。
このクラスは艦によってさまざまな推進機関を搭載した。M21およびM22はコンベンショナルな三段膨張式蒸気機関を、M24は4シリンダーのパラフィンエンジンを、その他はボリンダーの4シリンダー焼玉エンジンを搭載した。

## 戦績
M25、M26、M27およびM28は、1915年から1918年までドーバー海峡の哨戒に従事した。そのほかは1915年から地中海における海戦に送られ、M23は1917年7月から、M21は1917年10月からドーバー海峡哨戒に回された。
ロシア革命時における北部ロシアへの介入の際には、M23、M24、M25およびM27が、イギリスおよび白軍を支援するため、1919年5月から9月まで白海で活動した。
M22は1920年に機雷敷設艦に艦種変更され、一方でM23は練習艦となり、1959年まで在籍した。

## 同型艦
- M15 - 1915年4月28日進水、1917年11月11日、ドイツ潜水艦UC-38により撃沈
- M16 - 1915年5月3日進水、1920年1月29日に売却
- M17 - 1915年5月12日進水、1920年5月12日に売却
- M18 - 1915年5月15日進水、1920年1月29日に売却
- M19 - 1915年5月4日進水、1920年5月12日に売却
- M20 - 1915年5月11日進水、1920年1月29日に売却
- M21 - 1915年5月27日進水、1918年10月20日に触雷し沈没
- M22 - 1915年6月10日進水、1925年にMedeaに改名し、1938年12月に売却
- M23 - 1915年6月17日進水、1922年にClaverhouseに改名し、1959年に売却
- M24 - 1915年8月9日進水、1920年1月29日に売却
- M25 - 1915年7月24日進水、1919年9月16日に沈没
- M26 - 1915年8月24日進水、1920年1月29日に売却
- M27 - 1915年9月8日進水、1919年9月16日に沈没
- M28 - 1915年6月28日進水、1918年1月20日にインブロスの戦いで沈没